# فرانسينا باركر
فرانسينا باركر (بالإنجليزية: Francine Parker)‏ هي مخرجة أمريكية، ولدت في 18 ديسمبر 1925 في نيويورك في الولايات المتحدة، وتوفيت في 8 نوفمبر 2007 في لوس أنجلوس في الولايات المتحدة.

## وصلات خارجية
- فرانسينا باركر على موقع IMDb (الإنجليزية)
- فرانسينا باركر على موقع أول موفي (الإنجليزية)
- فرانسينا باركر على موقع قاعدة بيانات الأفلام السويدية (السويدية)
- فرانسينا باركر على موقع قاعدة بيانات الفيلم (الإنجليزية)
- فرانسينا باركر على موقع كينوبويسك (الروسية)